# Colt Delta Elite
Colt Delta Elite модифікований пістолет M1911, конфігурація Серії 80, яка заряджалася набоями 10mm Auto. За конструкцією та дією УСМ він схожий на M1911. Кольт випускав версії у вороненій та неіржавній обробці з 8-зарядними магазинами. Модель Delta Gold Cup також пропонували для спортивних змагань. Також незабаром була представлена версія з неіржавної сталі Government Model.
Випущений в 1987 році, пістолет став другим комерційним пістолетом під набій 10 мм, після компанії Dornaus & Dixon яка випустила пістолет Bren Ten випущений в 1983 році і став першим пістолетом під набій 10mm Auto.

## Історія
Пістолет Delta Elite вважають першою вогнепальною зброєю великого виробника під набій 10 мм. Нещасний  Bren Ten викликав непідробний інтерес до 10 мм набою серед любителів  активного відпочинку та для самозахисту.
Виробництво пістолета було припинено в 1996 році через низькі продажі та наявність пістолетів меншого розміру з більшими магазинами під набій .40 S&W.
На виставці SHOT Show в 2008 році Кольт анонсував повернення пістолета Delta Elite. Це нове покоління загалом схожа на попередні версії. "Нові" Delta Elites будуть випускати з традиційними стволами/втулками. Служба підтримки клієнтів Кольт заявила, що у них не було проблем з прийнятною точністю при установці стволу без втулки. Це призвело до затримки в графіку виробництва Delta Elite. Новий пістолет Delta Elite було випущено 31 березня 2009.

## Конструкція
Delta Elite має стандартну конструкцію M1911, з кількома невеликими відмінностями від останньої Серії 80. Він має курок зі шпорою-колесом від пістолета "Commander" та такі самі загальні риси від пістолета М1911, які зробили його настільки популярним серед користувачів. Проте, Delta Elite має жорсткішу подвійну поворотну пружину, яка могла  б впоратися зі збільшеним відбоєм набою 10 мм. На відміну від набою .400 Corbon, набій 10 мм може легко перевищити рівні тиску набою .357 Magnum, таким чином підкреслюючи обмеження оригінальної конструкції, якщо не приділяти належну увагу. Багато зброярів мають власні модифікації, які, на їхню думку, регулюють рівень віддачі Delta Elite. Деякі з найперших Delta Elite мали тенденцію до розтріскування під напругою через вигин направляючих затворної рами. Ця проблема була швидко вирішена шляхом видалення секції напрямної над вирізом для повзуна.

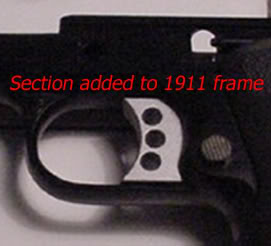
Оригінальна конструкція до покращення для забезпечення гнучкості.

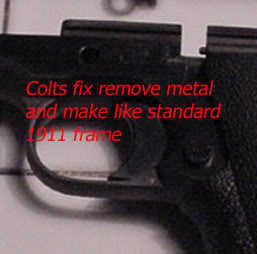
Метал видалено, щоб рама могла згинатися.

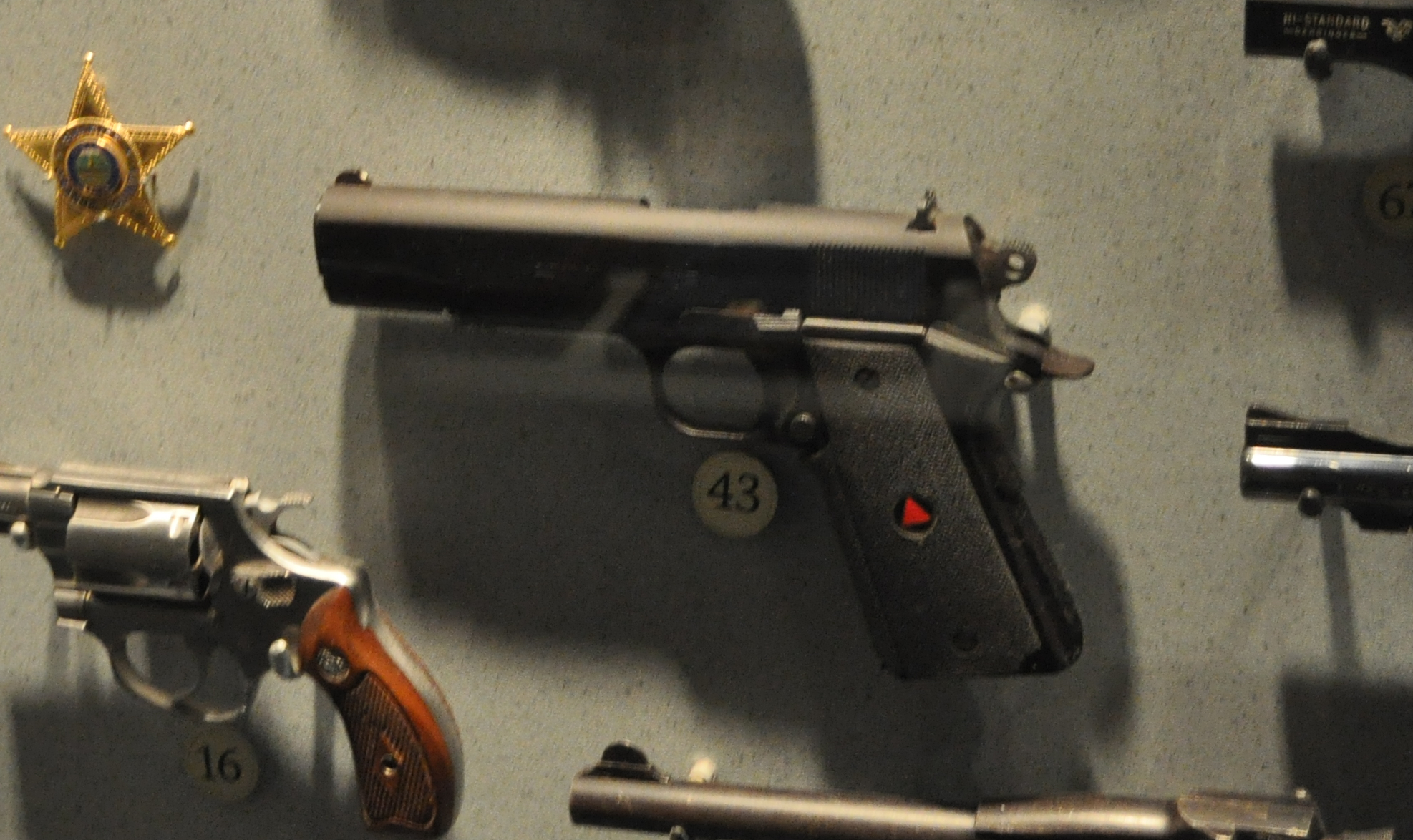
Delta Elite на виставці в Національному музеї вогнепальної зброї. Поліцейський випуск з Хартфорда, Коннектикут.

## Варіанти
- Варіант 1 Воронений — стандартний воронений Delta Elite.[2]
- Варіант 1 Неіржавний — стандартний неіржавний Delta Elite, має круглі щічки з гравірованою текстурою та зі сріблястим суцільно алюмінієвим спусковим гачком.[2]
- Варіант 2 — Colt Gold Cup Ten. Варіант зібрано Colt Custom Shop, всього зібрано лише 500 одиниць. Серійні номери розпочинаються з GCTEN і закінчуються цифрами 001–500.[2]
- Варіант 3 — Colt Match 10. Версії Gold Cup тоді були не доступні, тому це був єдиний доступний варіант типу 'Gold Cup'. Регульований приціл Millet дозволяв центрувати його на відстані 25 метрів. Згідно з Кольтом, було випущено приблизно 400 одиниць в 1988 році.[2]
- Варіант 4 — курок зі шпорою з чорними щічками
- Спеціальний варіант — Colt Elite Ten Forty — Colt Elite Ten/Forty був спеціальною редакцією для Lew Horton Co. на початку 1990-х років. Ця редакція є спеціальним двокаліберним самозарядним пістолетом Combat Elite. Пістолет має калібр .40 S&W та набір для переробки пістолета під набій 10mm Auto, який має ствольну затримку ствола, дві поворотні пружини та напрямну, а також магазин з неіржавної сталі під 10 мм набої. Крім того, кожний пістолет має спеціальне маркування "ELITE TEN/FORTY" на лівому боці затворної рами та має плаский кожух для пласкої бойової пружини. Ця редакція була випущена в кількості 411 одиниць і має спеціальний префікс у серійному номері 1040E.[2]
- Новий варіант — повторний випуск 2009 року (модель O2020) з діамантовими текстурними щічками. Оновлено поворотну пружину та напрямний стрижень.[2] В 2015 році була представлена версія з дерев'яними щічками та зубчастою передньою стінкою руків'я (O2020WG). В 2016 році була випущена невелика партія з вороненим затворном та рамою з неіржавної сталі O2020 випускали для розповсюдження Білом Хіксом (маркування на коробці O2020, але інколи мають назву O2020Z). Також в 2016 році Delta Elite було оновлено до версії O2020XE. Було встановлено приціли Novak, збільшений запобіжник, запобіжник у задній частині руків'я, посилений курок, розширене віконце екстрактора, зубчасті Gold Cup та спусковий гачок з 3 отворами. Версію FDE cerakote запропонував Девідсон (O2020FDE). В 2017 році Кольт випустив пістолет Delta Elite Rail Gun (O2020RG).

| Variant 1 blue              |
| Варіант 1 Blued Delta Elite |

| Варіант 1 stainless             |
| Варіант 1 Stainless Delta Elite |

| Варіант 2             |
| Варіант 2 Delta Elite |

| Варіант 3             |
| Варіант 3 Delta Elite |

| Варіант 4             |
| Варіант 4 Delta Elite |

| Colt Elite Ten Forty                                  |
| Colt Elite Ten Forty, спеціальний варіант Delta Elite |

| New variation                              |
| New Colt Delta Elite випущений в 2009 році |